# Zsadon Béla
Zsadon Béla (Debrecen, 1929. – 2010. március 20.) magyar vegyészmérnök, egyetemi tanár. A kémiai tudományok kandidátusa (1961), a kémiai tudományok doktora (1974). A Magyar Tudományos Akadémia alkaloidkémiai munkabizottságának és természetes polimerek munkabizottságának tagja volt. A Doktori Tanács II. kémiai szakbizottságának tagja volt.

## Életpályája
Középiskolai tanulmányait a Debreceni Református Kollégiumban és a Fazekas Mihály Gimnáziumban végezte el; 1947-ben érettségizett. 1947–1951 között a Budapesti Műszaki és Gazdaságtudományi Egyetem Vegyészmérnöki Karán tanult. 1951–1956 között hadmérnökként robbanószerek technológiájával foglalkozott. 1956-tól az ELTE Kémiai Technológiai és környezetkémiai tanszékén dolgozott, 1977-től egyetemi tanára volt. 1999-ben nyugdíjba vonult.
Kutatási területe a növénykémia, a természetes szerves anyagok kémiája és a szerves kémiai technológia. Új gyógyszeripari eljárásokat dolgozott ki.
Sírja a Farkasréti temetőben található.